# Parque Natural Municipal do Espalhado
O Parque Natural Municipal do Espalhado é uma área de proteção criada em 2005 na cidade de Ibicoara, no estado brasileiro da Bahia, e situado ao sul do Parque Nacional da Chapada Diamantina.
É uma das atrações turísticas da cidade, tendo como principal ponto de visitação durante todo o ano a trilha que leva à Cachoeira do Buracão, que tem uma altura de oitenta e cinco metros e, no trajeto até lá, outros pontos de beleza natural surgem como a Cachoeira das Orquídeas.

## Histórico
A partir da descoberta em 1998 da Cachoeira do Buracão, considerada uma das mais bonitas do Brasil, no interior de uma propriedade privada, seguiu-se a uma disputa que envolveu a população e o poder público até a final desapropriação da área e a criação do Parque, através do Decreto Municipal 015/2005.
Desde sua criação o Parque recebeu nos primeiros anos cerca de mil visitantes, e em 2019 a média anual estava em vinte e cinco mil turistas, provocando a formação de guias e incrementando o turismo em toda a cidade,

## Descrição
Está localizado a cerca de trinta quilômetros da sede municipal, e sua criação levou a administração a adequar sua estrutura para a atividade turística, elaboração de legislação de segurança, como ainda à criação de de brigada para combate a focos de incêndio e atendimentos emergenciais, além do surgimento de associação que reúne os guias de turismo.
Além das cachoeiras, no Parque está parte do povoado de Mundo Novo, da qual os sítios de Campo Redondo, Cantagalo e Brejão encontram-se no território protegido. Com a incrementação do turismo boa parte da população adicionou esta atividade como integrante da renda do lugar, com instalação de pousadas, trabalho de guias, venda de artesanato e outras.